# Зайково (Ярославская область)
Зайково — деревня в Большесельском сельском поселении Большесельского района Ярославской области.

## История
В 1773 году деревня Зайково входила в Юхотскую волость и была в составе ярославской вотчины графа Петра Борисовича Шереметева, имевшего свою флотилию торговых судов. Крестьяне этой деревни занимались перевозом хлеба на речных судах  коломенках в Рыбную слободу и далее в Санкт-Петербург..

## Население
По данным статистического сборника «Сельские населенные пункты Ярославской области на 1 января 2007 года», в деревне Зайково проживает 9 человек.

## География
Зайково стоит на левом южном берегу Юхоти, примерно в 2 км ниже по течению Нового Села. Вблизи этого центра деревни на берегах Юхоти стоят плотно. Между Новым Селом и Заково на левом берегу стоят Семенцово и Леонтьевское, через которые  проходит просёлочная дорога. По противоположному берегу Юхоти проходит автомобильная дорога, связывающая Большое Село и Новое Село c федеральной автомобильной трассой Р104. В Зайково есть мост через Юхоть, позволяющий попасть с левого берега на эту дорогу вблизи, стоящей на правом берегу деревни Кершево, стоящей в устье правого притока Юхоти, реки Кершевка. Выше Зайково по течению на противоположном берегу Юхоти напротив Леотьевского, у западной окраины Нового Села находится комплекс из двух храмов Леонтия Ростовского и Михаила Архангела. Храм Михаила Архангела построен в 1801 году на средства жителя деревни Зайково М.В.Орешникова. На юг от Зайково в стороне от Юхоти стоит деревня Соколино. Вокруг Зайково, Семенцово, Леонтьевского и Соколино относительно большое поле. Южнее Соколино проходит автомобильная дорога из Углича на Новое Село.